# Live in Paris and Toronto
Albums de Loreena McKennitt
The Book of Secrets
(1997) An Ancient Muse
(2006)
Live in Paris and Toronto est un album en concert de Loreena McKennitt, sorti en 1999.
Les deux disques correspondent aux deux parties bien différenciables des concerts :
- une première partie comprenant l'intégralité de l'album The Book of Secrets joué dans l'ordre (de l'album studio) et dans des versions assez fidèles à l'original ;
- une deuxième partie où Loreena McKennitt et son groupe réinterprètent avec un peu plus de liberté une sélection de morceaux extraits des albums The Visit et The Mask and Mirror.

## Liste des morceaux
| 1. | Prologue                       | Loreena McKennitt                | 5:00 |
| 2. | The Mummers' dance             | Loreena McKennitt                | 3:54 |
| 3. | Skellig                        | Loreena McKennitt                | 5:24 |
| 4. | Marco Polo                     | Loreena McKennitt                | 4:35 |
| 5. | The highwayman                 | Loreena McKennitt / Alfred Noyes | 9:19 |
| 6. | La serenissima                 | Loreena McKennitt                | 5:59 |
| 7. | NIght ride across the Caucasus | Loreena McKennitt                | 6:22 |
| 8. | Dante's prayer                 | Loreena McKennitt                | 5:25 |

| 1. | The mystic's dream             | Loreena McKennitt                        | 6:29 |
| 2. | Santiago (Traditionnel)        |                                          | 5:32 |
| 3. | Bonny Portmore (Traditionnel)  |                                          | 3:50 |
| 4. | Between the shadows            | Loreena McKennitt                        | 4:18 |
| 5. | The lady of Shalott            | Loreena Mckennitt / Alfred Lord Tennyson | 9:05 |
| 6. | The bonny swans (Traditionnel) | Loreena McKennitt                        | 6:33 |
| 7. | The old ways                   | Loreena McKennitt                        | 5:03 |
| 8. | All souls night                | Loreena McKennitt                        | 4:13 |
| 9. | Cymbeline                      | Loreena McKennitt / William Shakespeare  | 6:27 |

## Personnel
- Loreena McKennitt – Chant, harpe, piano, accordéon, claviers
- Nigel Eaton – Vielle à roue
- Brian Hughes – Guitares, oud, bouzouki, claviers
- Rob Piltch – Guitares, claviers
- Donald Quan - Claviers
- Danny Thompson – Contrebasse
- Caroline Lavelle – Violoncelle
- Hugh Marsh – Violon
- Rick Lazar – Percussions